# John FitzGerald (4e comte de Desmond)
Pour les articles homonymes, voir John FitzGerald (homonymie) et FitzGerald.
John FitzGerald  (mort le 11 octobre 1399) 4e Comte de Desmond est le fils aîné et successeur de Gearóid Iarla,,.

## Contexte
Selon Bernard Burke, John FitzGerald épouse Joan Roche, la fille de Lord Fermoy.Le 11 octobre 1399 FitzGerald se noie à Ardfinnan dans la rivière Suir, en revenant d'une incursion dans les domaines du comte d'Ormond.
Il est inhumé à Youghal. Il laisse un fils  Thomas FitzJohn FitzGerald, 5e comte de Desmond. toutefois ce dernier voit s'élever contre lui son oncle Maurice FitzGerald qui usurpe sa succession et s'établit de facto comme 5e comte de Desmond de 1399 à 1401.

## Source
- (en) T.W Moody, F.X. Martin et F.J. Byrne, A New History of Ireland IX Maps, Genealogies, Lists. A companion to Irish History part II, Oxford, Oxford University Press, 2011, 690 p. (ISBN 978-0-19-959306-4).